# Lim Dall-young
Im Dal-yeong (임달영, hán tự: 林達永 (Lâm Đạt Vĩnh), hay còn viết là Lim Dall-young , sinh ngày 14 tháng 6 năm 1977) là một họa sĩ sáng tác truyện tranh manhwa của Hàn Quốc. Ông là tác giả/đồng tác giả của một số truyện tranh manhwa và cả manga nổi tiếng như Kuro Kami (Hắc thần), Unbalance x Unbalance, Onihime VS. Ông cũng là người sáng lập tổ chức Artlim Media vào năm 1999 và là người lãnh đạo của CDPA, một nhóm họa sĩ chuyên vẽ truyện tranh dōjinshi. CPDA được độc giả biết đến với bộ truyện tranh hentai nhiều tập Cross Make, trong đó Im tham gia sáng tác với bút danh Moonzero.

## Các tác phẩm tiêu biểu
- Aflame Inferno
- Freezing
- Kurokami
- Onihime VS
- Truyền thuyết Maian
- Unbalance x Unbalance
- Yuurei Ou
- Zero
- Zero: Circle of Flow
- JK kara yarinaosu Silver Plan (đang thực hiện)